# Rat der Arbeitswelt
Der Rat der Arbeitswelt ist ein von deutschen Bundesarbeitsminister berufenes interdisziplinär aufgestelltes Expertengremium.
Das Gremium wurde Anfang 2020 vom Bundesministerium für Arbeit und Soziales der Öffentlichkeit vorgestellt. Hubertus Heil berief Experten aus Wirtschaft und Wissenschaft, Handwerks- und Arbeitgebervertreter, Gewerkschafter und Betriebsräte in das Gremium. Er soll Politik, Unternehmen und Öffentlichkeit regelmäßig über den Wandel der Arbeitswelt informieren und beraten. Einmal jährlich soll das Gremium einen Arbeitswelt-Bericht erstellen. 2021 verließen drei Mitglieder nach Streitigkeiten das Gremium. Im Mai 2021 veröffentlichte der Rat der Arbeitswelt seinen ersten Arbeitswelt-Bericht. Der Bericht wurde teilweise kritisiert. So merkte Alexander Zumkeller an, dass er den Bericht für wenig ausgewogen erachtet. Im Juni 2022 berief Hubertus Heil sechs neue Experten in den Rat der Arbeitswelt.
Der Rat agiert auf Grundlage seines Mandats unabhängig. Er verantwortet den regelmäßig erscheinenden Arbeitswelt-Bericht, der dem BMAS übergeben und von diesem veröffentlicht wird. Der Bericht dient dazu, Veränderungen zu veranschaulichen sowie Zusammenhänge und Anknüpfungspunkte für die betriebliche Arbeitswelt aufzuzeigen. Er richtet sich an Praktiker der Arbeitswelt sowie die breite Öffentlichkeit. Im Mai 2021 legte der Rat der Arbeitswelt seinen ersten Arbeitswelt-Bericht vor. Dieser setzte sich schwerpunktmäßig mit den Themen „Betrieb als sozialer Ort“, „Erwerbsformen in der Krise“, „Berufliche Pflege“ sowie „Lebenslanges Lernen als Zukunftsfaktor“ auseinander.
Im Januar 2022 veröffentlichte der Rat zudem sein erstes Positionspapier mit dem Titel „Der Betrieb als sozialer Ort – Entwicklungen. Herausforderungen. Empfehlungen“. Bereits im Arbeitswelt-Bericht formulierte der Rat Empfehlungen, wie der Betrieb in seiner Funktion als sozialer Ort erhalten und gestärkt werden kann. Im Positionspapier wurden vor dem Hintergrund der abklingenden Pandemie besagte Empfehlungen aufgegriffen, reflektiert und ergänzt. Das Positionspapier wurde im Rahmen einer Paneldiskussion am 20. Januar 2022 in Wolfsburg vorgestellt. Die Veranstaltung wurde per Livestream auf das Arbeitswelt-Portal, den digitalen Heimathafen des Rats, übertragen.
Der Rat der Arbeitswelt ist unter @Rat_Arbeitswelt auf Twitter präsent, das Arbeitswelt-Portal unter „Arbeitswelt-Portal“ auf LinkedIn.
Der Rat wird von einer Geschäftsstelle unterstützt, die sich aus Mitarbeitenden der Prognos AG, dem Institut der deutschen Wirtschaft (IW) sowie dem Institut Arbeit und Qualifikation (IAQ) an der Universität Duisburg-Essen zusammensetzt.

## Mitglieder
- Michaela Evans (Ratsmitglied seit 2020), Sozialwissenschaftlerin am Institut Arbeit und Technik (IAT) der Westfälischen Hochschule in Gelsenkirchen
- Sinischa Horvart (Ratsmitglied seit 2020), Vorsitzender des Konzernbetriebsrats sowie stellvertretender Vorsitzender des Aufsichtsrats der BASF SE
- Matthias Möreke (Ratsmitglied seit 2020), stellvertretender Betriebsratsvorsitzender des VW-Werks in Braunschweig
- Sabine Pfeiffer (Ratsmitglied seit 2020), Soziologin an der Universität Erlangen
- Isabel Rothe (Ratsmitglied seit 2020), Präsidentin der Bundesanstalt für Arbeitsschutz und Arbeitsmedizin
- Sascha Stowasser (Ratsmitglied seit 2022), Direktor des ifaa – Institut für angewandte Arbeitswissenschaft und Professor am Karlsruher Institut für Technologie (KIT)
- Ulrich Walwei (Ratsmitglied seit 2020), Vizedirektor des Instituts für Arbeitsmarkt- und Berufsforschung
- Melanie Arntz (Ratsmitglied seit 2022), stellvertretende Leiterin des Forschungsbereichs „Arbeitsmärkte und Sozialversicherungen“ am Zentrum für Europäische Wirtschaftsforschung (ZEW) und Leibniz-Professorin für Volkswirtschaftslehre an der Universität Heidelberg
- Anna Kaiser (Ratsmitglied seit 2022), Geschäftsführerin und Gründerin von Tandemploy, Vice President Strategy & Innovation bei Phenom
- Franz Donner (Ratsmitglied seit 2022), Of Counsel bei Pusch Wahlig Workplace Law
- Wolfgang Schroeder (Ratsmitglied seit 2022), Professor Lehrstuhl „Politisches System der Bundesrepublik Deutschland – Staatlichkeit im Wandel“ und Leiter des Fachgebiets „Staatlichkeit im Wandel“ an der Universität Kassel; Fellow am Wissenschaftszentrum Berlin (WZB)

## Ehemalige Mitglieder
- Frank Bsirske, ehemaliger Vorsitzender der Gewerkschaft Verdi
- Bettina Volkens, ehemalige Personalvorständin der Lufthansa
- Uschi Backes-Gellner, Betriebswirtschaftsprofessorin in Zürich
- Janina Kugel, ehemalige Arbeitsdirektorin und Vorstandsmitglied von Siemens
- Jutta Steiner, Gründerin und Chefin des Blockchain-Start-ups Parity Technologies[15]
- Stephan Schwarz, geschäftsführender Gesellschafter des Gebäudedienstleisters GRG und ehemaliger Präsident der Berliner Handwerkskammer
- Iwer Jensen (Ratsmitglied seit 2020), ehemaliger Vorstandsvorsitzender der Team AG